# 1967-es Copa América
Az 1967-es Dél-amerikai Válogatottak Bajnoksága a 29. dél-amerikai kontinenstorna volt. Az eseményt Uruguayban rendezték és a házigazda csapat meg is nyerte. A torna történetében először vett részt Venezuela.

## Résztvevők
A selejtező résztvevői
| - Chile - Ecuador | - Kolumbia - Paraguay |

A hatos döntő résztvevői, selejtező nélkül
| - Argentína - Bolívia | - Venezuela - Uruguay |

Brazília és Peru visszalépett.

## Eredmények
A nyolc résztvevőből négy válogatottnak selejtezőt kellett játszania. Az így továbbjutott két csapat mellett további négy csapat játszott a hatos döntőben, körmérkőzéses formában. A hatos döntőben a csoport élén végzett csapat nyerte meg a kontinenstornát.

### Selejtezők
| 1. csapat | Össz. | 2. csapat | 1. mérk. | 2. mérk. |
| --------- | ----- | --------- | -------- | -------- |
| Chile     | 5 – 2 | Kolumbia  | 5 – 2    | 0 – 0    |
| Ecuador   | 3 – 5 | Paraguay  | 2 – 2    | 1 – 3    |

| 1966. november 30. |

| Chile                                                      | 5–2   | Kolumbia             |
| ---------------------------------------------------------- | ----- | -------------------- |
| Araya 7' Campos 23' Prieto 40' (11-esből) 49' Saavedra 61' | (3–0) | Gamboa 71' Cañón 72' |

| Estadio Nacional de Chile, Santiago de Chile Nézőszám: 80 000 Játékvezető: Arturo Yamasaki (perui) |

| 1966. december 11. |

| Kolumbia | 0–0 | Chile |
| -------- | --- | ----- |
|          |     |       |

| Estadio El Campín, Bogotá Nézőszám: 17 000 Játékvezető: Arturo Yamasaki (perui) |

| 1966. december 21. |

| Ecuador               | 2–2   | Paraguay                         |
| --------------------- | ----- | -------------------------------- |
| Carrera 56' Muñoz 58' | (0–0) | Rojas 85' (11-esből) Apocada 88' |

| Estadio Modelo, Guayaquil Nézőszám: 47 000 Játékvezető: Duval Goicoechea (argentin) |

| 1966. december 28. |

| Paraguay                   | 3–1   | Ecuador   |
| -------------------------- | ----- | --------- |
| Mora 7' 10' Del Puerto 60' | (2–0) | Muñoz 81' |

| Estadio Manuel Ferreira, Asunción Nézőszám: 25 000 Játékvezető: César Orozco (perui) |

### Hatos döntő
| 1967. január 17. |

| Uruguay                                                         | 4–0   | Bolívia |
| --------------------------------------------------------------- | ----- | ------- |
| Rocha 5' Montero Castillo 44' Troncoso 55' (öngól) Oyarbide 81' | (2–0) |         |

| Estadio Centenario, Montevideo Nézőszám: 15 000 Játékvezető: Isidro Ramírez (paraguayi) |

| 1967. január 18. |

| Chile          | 2–0   | Venezuela |
| -------------- | ----- | --------- |
| Marcos 12' 41' | (2–0) |           |

| Estadio Centenario, Montevideo Nézőszám: 7 000 Játékvezető: Isidro Ramírez (paraguayi) |

| 1967. január 18. |

| Argentína                                             | 4–1   | Paraguay |
| ----------------------------------------------------- | ----- | -------- |
| Mas 23' Bernao 71' Artime 73' Albrecht 89' (11-esből) | (1–0) | Mora 67' |

| Estadio Centenario, Montevideo Nézőszám: 12 000 Játékvezető: Mario Gasc (chilei) |

| 1967. január 21. |

| Uruguay                            | 4–0   | Venezuela |
| ---------------------------------- | ----- | --------- |
| Urruzmendi 5' 34' Oyarbide 62' 68' | (2–0) |           |

| Estadio Centenario, Montevideo Nézőszám: 7 000 Játékvezető: Eunápio de Queiroz (brazil) |

| 1967. január 22. |

| Argentína  | 1–0   | Bolívia |
| ---------- | ----- | ------- |
| Bernao 67' | (0–0) |         |

| Estadio Centenario, Montevideo Nézőszám: 6 000 Játékvezető: Eunápio de Queiroz (brazil) |

| 1967. január 22. |

| Chile                         | 4–2   | Paraguay                |
| ----------------------------- | ----- | ----------------------- |
| Gallardo 9' 44' Araya 72' 81' | (2–1) | Riveros 62' Apocada 85' |

| Estadio Centenario, Montevideo Nézőszám: 6 000 Játékvezető: Roberto Goicoechea (argentin) |

| 1967. január 25. |

| Paraguay                 | 1–0   | Bolívia |
| ------------------------ | ----- | ------- |
| Arístides Del Puerto 14' | (1–0) |         |

| Estadio Centenario, Montevideo Nézőszám: 5 000 Játékvezető: Enrique Marino (chilei) |

| 1967. január 25. |

| Argentína                                   | 5–1   | Venezuela   |
| ------------------------------------------- | ----- | ----------- |
| Artime 18' 65' 88' Carone 26' Marzolini 50' | (2–0) | Santana 72' |

| Estadio Centenario, Montevideo Nézőszám: 2 500 Játékvezető: Mario Gasc (chilei) |

| 1967. január 26. |

| Uruguay                | 2–2   | Chile                  |
| ---------------------- | ----- | ---------------------- |
| Rocha 15' Oyarbide 68' | (1–2) | Gallardo 2' Marcos 37' |

| Estadio Centenario, Montevideo Nézőszám: 30 000 Játékvezető: Isidro Ramírez (paraguayi) |

| 1967. január 28. |

| Venezuela                          | 3–0   | Bolívia |
| ---------------------------------- | ----- | ------- |
| Scovino 59' Santana 67' Ravelo 84' | (0–0) |         |

| Estadio Centenario, Montevideo Nézőszám: 11 000 Játékvezető: Mario Gasc (chilei) |

| 1967. január 28. |

| Argentína              | 2–0   | Chile |
| ---------------------- | ----- | ----- |
| Sarnari 36' Artime 80' | (1–0) |       |

| Estadio Centenario, Montevideo Nézőszám: 14 000 Játékvezető: Isidro Ramírez (paraguayi) |

| 1967. január 29. |

| Uruguay                  | 2–0   | Paraguay |
| ------------------------ | ----- | -------- |
| Pérez 32' Urruzmendi 66' | (1–0) |          |

| Estadio Centenario, Montevideo Nézőszám: 17 000 Játékvezető: Mario Gasc (chilei) |

| 1967. február 1. |

| Chile | 0–0 | Bolívia |
| ----- | --- | ------- |
|       |     |         |

| Estadio Centenario, Montevideo Nézőszám: 1 500 Játékvezető: Roberto Goicoechea (argentin) |

| 1967. február 1. |

| Paraguay                                       | 5–3   | Venezuela                         |
| ---------------------------------------------- | ----- | --------------------------------- |
| González 11' Rojas 16' 29' Mora 22' Colmán 81' | (4–1) | Mendoza 3' Santana 77' Ravelo 89' |

| Estadio Centenario, Montevideo Nézőszám: 1 500 Játékvezető: Enrique Marino (chilei) |

| 1967. február 2. |

| Uruguay   | 1–0   | Argentína |
| --------- | ----- | --------- |
| Rocha 74' | (0–0) |           |

| Estadio Centenario, Montevideo Nézőszám: 65 000 Játékvezető: Mario Gasc (chilei) |

### Végeredmény
A hazai csapat eltérő háttérszínnel kiemelve.
| Helyezés | Nemzet    | M | Gy | D | V | G+ | G– | Gk  | P |
| -------- | --------- | - | -- | - | - | -- | -- | --- | - |
| Arany    | Uruguay   | 5 | 4  | 1 | 0 | 13 | 2  | +11 | 9 |
| Ezüst    | Argentína | 5 | 4  | 0 | 1 | 12 | 3  | +9  | 8 |
| Bronz    | Chile     | 5 | 2  | 2 | 1 | 8  | 6  | +2  | 6 |
| 4.       | Paraguay  | 5 | 2  | 0 | 3 | 9  | 13 | –4  | 4 |
| 5.       | Venezuela | 5 | 1  | 0 | 4 | 7  | 16 | –9  | 2 |
| 6.       | Bolívia   | 5 | 0  | 1 | 4 | 0  | 9  | –9  | 1 |

| Az 1967-es Dél-amerikai Válogatottak Bajnoksága győztese |
| -------------------------------------------------------- |
| URUGUAY 11. cím                                          |

### Gólszerzők
| 5 gólos - Luis Artime 4 gólos - Jorge Oyarbide 3 gólos - Julio Gallardo - Rubén Marcos - Pedro Rocha - José Eusebio Urruzmendi - Rafael Santana | 2 gólos - Raúl Emilio Bernao - Pedro Araya - Celino Mora - Juan Carlos Rojas - Antonio Ravelo - Humberto Scovino 1 gólos - José Rafael Albrecht - Oscar Osvaldo Carone - Silvio Marzolini - Oscar Mas - Juan Carlos Sarnari | 1 gólos (folytatás) - Benigno Apocada - Arístides Del Puerto - Ramón Colmán - Juan Francisco Riveros - Julio Walter Montero Castillo - Domingo Salvador Pérez - Luis Mendoza öngólos - Roberto Troncoso ( Uruguay ellen) |

## Külső hivatkozások
- 1967 South American Championship